# Catedral de Nuestra Señora del Carmen (Villavicencio)
La Catedral de Villavicencio, oficialmente Catedral de Nuestra Señora del Carmen es la iglesia catedralicia de culto católico ubicada en la ciudad colombiana de Villavicencio, capital del departamento de Meta. El templo está consagrado a la Virgen María bajo la advocación de la Virgen del Carmen.
Es la iglesia matriz de la arquidiócesis de Villavicencio y fue elevada a catedral el 11 de febrero de 1964 por bula del papa Pablo VI.

## Historia
En 1845 pasó por la población de Gramalote (antiguo nombre de la ciudad de Villavicencio) el cura párroco de San Martín, Ignacio Osorio, quien insinuó y convenció a los vecinos del caserío de que debería edificarse una capilla que, además de ser refugio de católicos creyentes, iniciaría la demarcación de una plaza que simboliza a la población.
La iniciativa fue acogida por los habitantes del lugar quienes ofrecieron construirla. Tres años más tarde, en 1848, volvió el sacerdote y encontró la labor concluida rudimentariamente; la bendijo poniéndola bajo el amparo de la Santísima Virgen María en su advocación Nuestra Señora del Carmen.
Un incendio destruyó la catedral en 1890. La edificación actual fue reconstruida en 1894.
El actual Arzobispo es Monseñor Misael Vacca Ramirez, quien se encuentra en el cargo desde el 3 de marzo de 2023.